# Wojewódzki Szpital Chirurgii Urazowej Dziecięcej „Omega” w Warszawie
Wojewódzki Szpital Chirurgii Urazowej Dziecięcej „Omega” w Warszawie (dawniej Lecznica „Omega”)  – dawny szpital dziecięcy w Warszawie, przy Alejach Jerozolimskich 57.

## Historia
Do wybuchu II wojny światowej szpital działał jako publiczna lecznica „Omega” założona przez Piotra Drzewieckiego. Po wojnie upaństwowiona. W 1957 lecznicę zaadaptowano na potrzeby Wojewódzkiego Szpitala Chirurgii Urazowej Dziecięcej „Omega”. Szpital działał nieprzerwanie do końca 2006 kiedy przeniesiono ostatnich pacjentów do innych placówek.
Przez cały okres działalności siedzibą szpitala była kamienica firmy Drzewiecki i Jeziorański.
Do 1982 dyrektorem szpitala był Felicjan Loth.